# Nooksack
Nooksack (Nooksak, Nootsack, Nootsak) /= "mountain men"/, pleme američkih Indijanaca porodice Salishan nastanjeno duž rijeke Nooksack u Washingtonu, okrug Whatcom. Prema antropologu Charles Hill-Toutu (1902), ogranak su plemena Squawmish iz Britanske Kolumbije od kojih su se odvojili, a govore istim dijalektom.
Nooksacki pripadaju kulturnom području Sjeverozapadne obale. Uz kopanje korijenja, pobiranja bobica, sakupljanja školjaka i lov na planinske koze zbog mesa i kože, oni su poglavito ribari. Njihova ribarska područja protežu se od Bellingham Baya pa do Britanske Kolumbije. Hvatali su velike količine lososa kojega su sušili i dimili kako bi se mogao spremiti za hladne zimske dane. Nooksacki su kanu-Indijanci. Kanu je građen od crvenog cedra (Thuja plicata), a njime su se koristili i na trgovačkim putovanjima, osobito s plemenima Chilliwack, Matsqua i Sumas.
Godine 1971. dobili federalno priznanje. Populacija Nootsacka iznosila je 1700. oko 500, a 1906. popisano ih je tek 200. Od ovih 200 Hill-Tout kaže da su svega 6 muškaraca bili pravi Nooksacki. Broj im se u kasnom 20. stoljeću višestruko povećava, pa ih je 1989. bilo 454; 2000., 1,600; 2005., 1,768.

## Vanjske poveznice
- Nooksack Indian Tribe
- Nooksack Tribe  Arhivirana inačica izvorne stranice od 8. srpnja 2008. (Wayback Machine)
- Nooksack Tribe  Arhivirana inačica izvorne stranice od 11. travnja 2008. (Wayback Machine)